# Ompteda (Adelsgeschlecht)

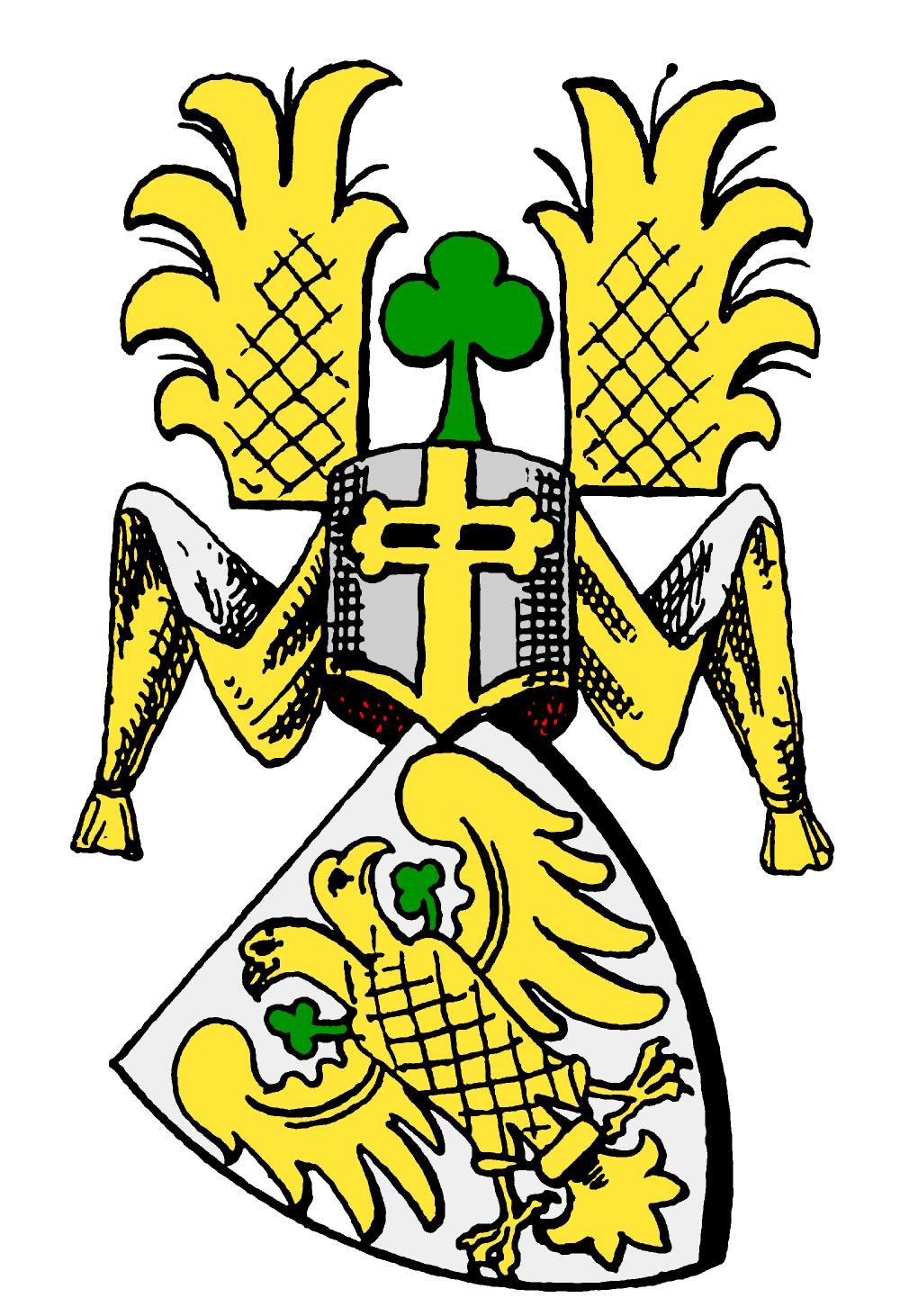
Wappen derer von Ompteda

Ompteda ist der Name eines ursprünglich aus den Niederlanden stammenden friesländischen und niedersächsischen Adelsgeschlechts.

## Geschichte

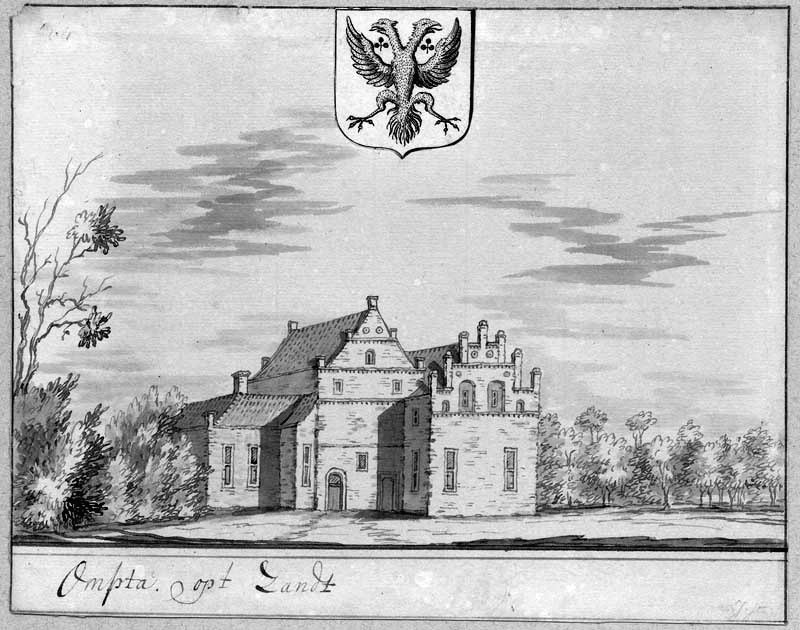
Ompta op ‘t Zandt

Die Familie zählt zum friesischen Uradel, gehörte zu den friesischen Häuptlingsgeschlechtern und stammte aus Ompta op ‘t Zandt im Dorf ‘t Zand in der Gemeinde Eemsdelta. Hier ist sie seit 1317 mit Adulphus Ombteda zuerst nachgewiesen. Die gesicherte Stammreihe beginnt mit Hermann Ompteda auf Ompta um 1500. Heinrich (Hendrik) Ompteda (1552–1620) kam als Glaubensflüchtling während des Achtzigjährigen Krieges in das Herzogtum Braunschweig-Lüneburg und wurde Geheimer Rat und Drost in Scharnebeck. Seine Nachkommen erwarben landtagsfähige Güter in den Fürstentümern Lüneburg und Calenberg, in der Grafschaft Hoya und im Herzogtum Oldenburg. Im 19. Jahrhundert gehörte sie der Calenberg-Grubenhagenschen Landschaft sowie der Hoya-Diepholzschen Landschaft an.
Mehrere Vertreter der Familie waren über Generationen in Verwaltung und Militär in den welfischen Territorien des heutigen Niedersachsen tätig.
Die preußische Anerkennung des Freiherrnstandes erfolgte durch Allerhöchste Kabinettsorder am 8. September 1874 für die Vettern bzw. Brüder Ludwig (1828–1899) sowie Karl, Christian und Ludwig (1855–1915) sowie am 19. Mai 1907 für den hannoverschen Hofmarschall a. D. Wilhelm von Ompteda (1832– ). Dieser wurde am 19. Juni 1908 auch in das sächsische Adelsbuch eingetragen.

### Besitzungen
- Wulmstorf (Thedinghausen)
- Stöckendrebber

## Wappen
Das Stammwappen zeigt im Silber einen goldenen (Variante: schwarzen), zweiköpfigen Adler, aus dessen Flügel-Sachsen (Flügelknochen) ein grüner Kleestengel mit einem dreiblättrigen Blatt aufsteigt. Auf dem Helm mit gold-silbernen Decken zwischen einem offenen, goldenen (schwarzen) Adlerflug der Kleestengel. Die Helmdecken sind gold (Schwarz) und silbern.
Das Wappen findet sich auch mit zwei einwärtssehenden, goldenen Adlern als Schildhaltern und der lateinischen Devise: Aquilae Nesciunt Muscas (dt.: Adler kümmern sich nicht um Fliegen). Eine Variante des Wahlspruchs lautet: Einig. Bei einer früheren Variante des Wappens, die sich im Stift Bassum findet, sind die Flügel des doppelten Adlers unten an den Sachsen jeder mit einem grünen Kleeblatt am langen Stiel.

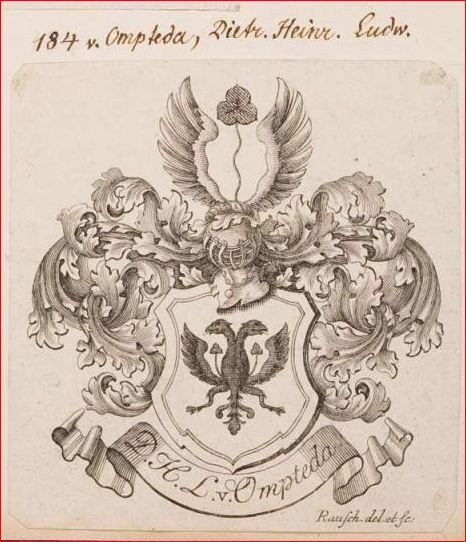
Wappen-Exlibris von Dietrich Heinrich Ludwig von Ompteda
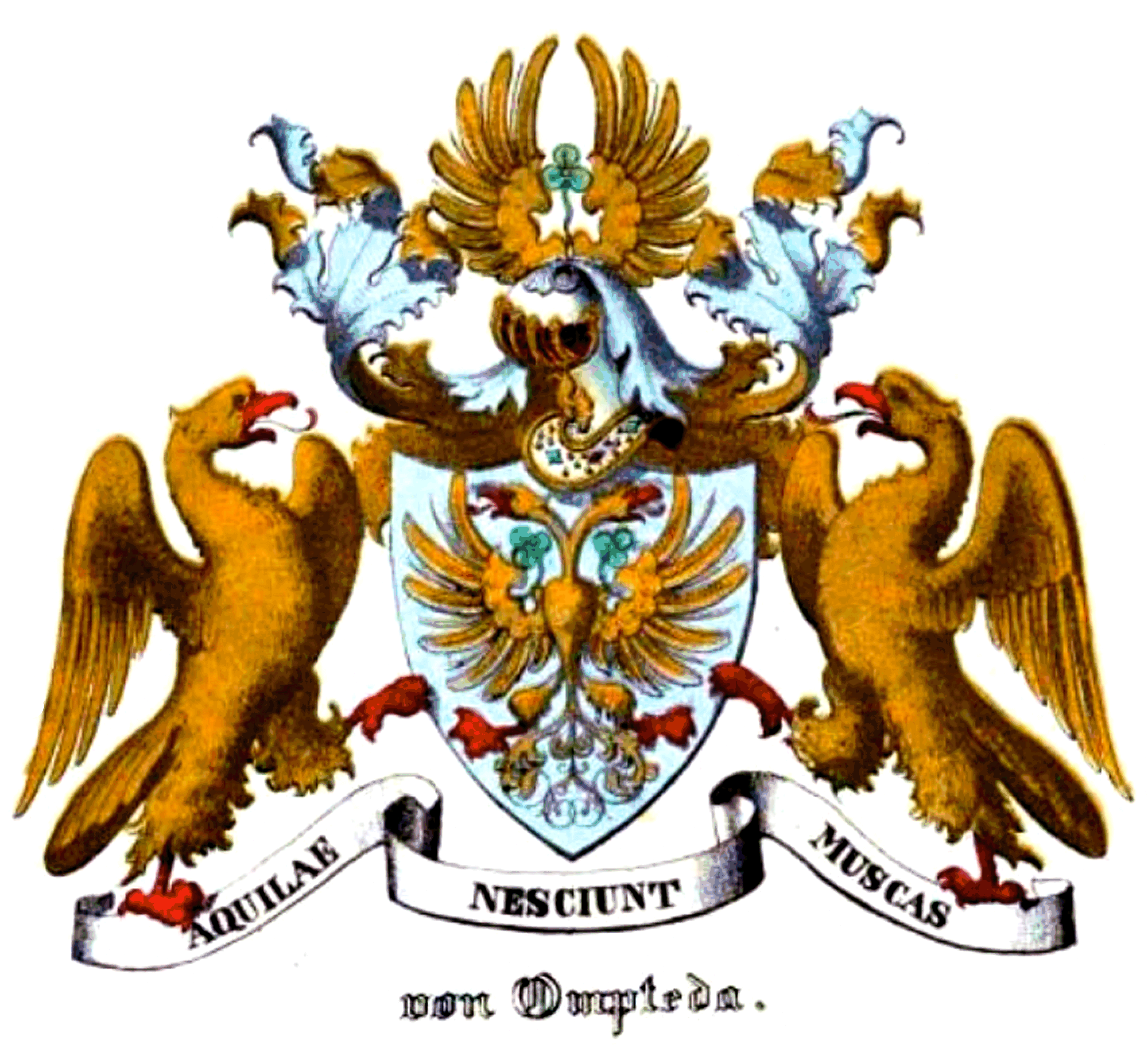
Wappen bei Hermann Grote: Geschlechts- und Wappenbuch des Königreiches Hannover/ 1852
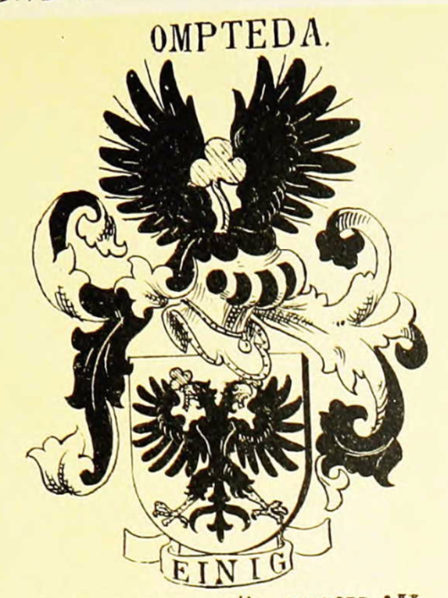
Wappen in J. Siebmacher’s großes und allgemeines Wappenbuch 1886
Wappen der Ortschaft 't Zand

## Vertreter
- Dietrich Heinrich Ludwig von Ompteda (1746–1803), deutscher Jurist und Politiker
- Christian Friedrich Wilhelm von Ompteda (1765–1815), deutscher Offizier
- Conrad Engelbrecht von Ompteda († 1768?), Herr auf Morsum
- Ludwig von Ompteda (Beamter) (1828–1899), deutscher Beamter und Hofbediensteter
- Ludwig von Ompteda (Offizier) (1855–1915), deutscher Generalleutnant
- Ludwig Karl Georg von Ompteda (1767–1854), deutscher Diplomat
- Friedrich von Ompteda (1772–1819), deutscher Diplomat
- Wilhelm von Ompteda (1832– ), Hofmarschall von Georg V. (Hannover)
- Georg von Ompteda (1863–1931), deutscher Schriftsteller
- Otto Freiherr von Ompteda (1864–1934), deutscher Generalmajor
- Roderich Freiherr von Ompteda (1880–1952)[2], deutscher Schriftsteller
- Karin von Ompteda, Designerin, Professorin, OCAD University